# Charlie McCreevy

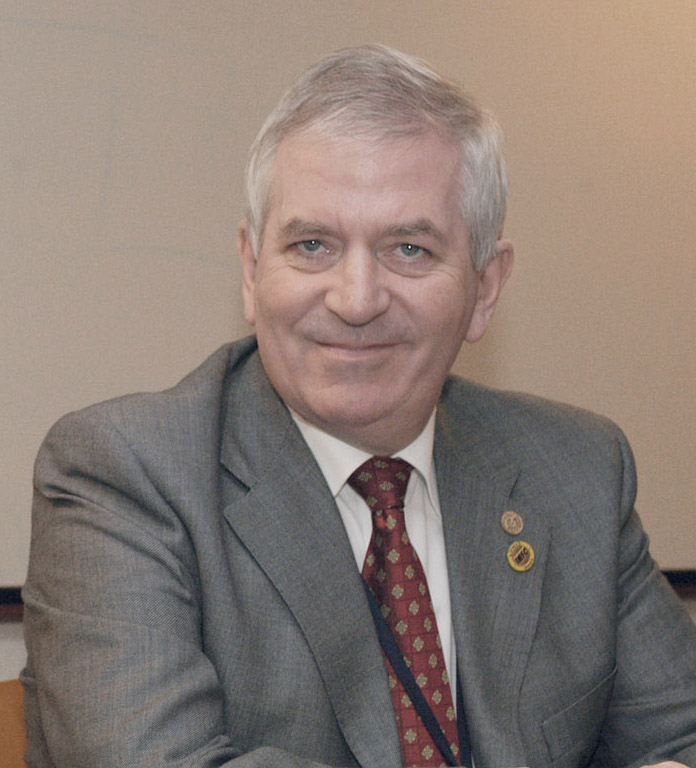
Charlie McCreevy (2004)

Charlie McCreevy [ˈtʃɑɹli məˈkɹiːvi] (irisch Cathal Mac Riabhaigh, * 30. September 1949 in Sallins, Grafschaft Kildare, Irland) ist ein irischer Politiker und ehemaliger EU-Kommissar für den Binnenmarkt und den Dienstleistungssektor.

## Politik
Er ist Mitglied der Partei Fianna Fáil und hat für diese seit 1977 den Wahlkreis Kildare bzw. Kildare North im Unterhaus des irischen Parlaments (Dáil Éireann) vertreten.
Im Februar 1992 wurde McCreevy Sozialminister Irlands und im Januar des darauffolgenden Jahres Minister für Handel und Tourismus (bis Dezember 1994). Zwischen 1995 und 1997 war er Sprecher seiner Partei für Finanzfragen.
Von Juni 1997 bis September 2004 war McCreevy Finanzminister unter Premierminister (Taoiseach) Bertie Ahern in der Koalitionsregierung der Fianna Fáil mit den liberalen Progressive Democrats, weiterhin Mitglied des ECOFIN-Rates und er hielt zur Zeit der irischen EU-Ratspräsidentschaft dessen Vorsitz.
Von 2004 bis 2010 war er als Mitglied der EU-Kommission für Binnenmarkt und Dienstleistungen zuständig.